# 塔羅灣溪

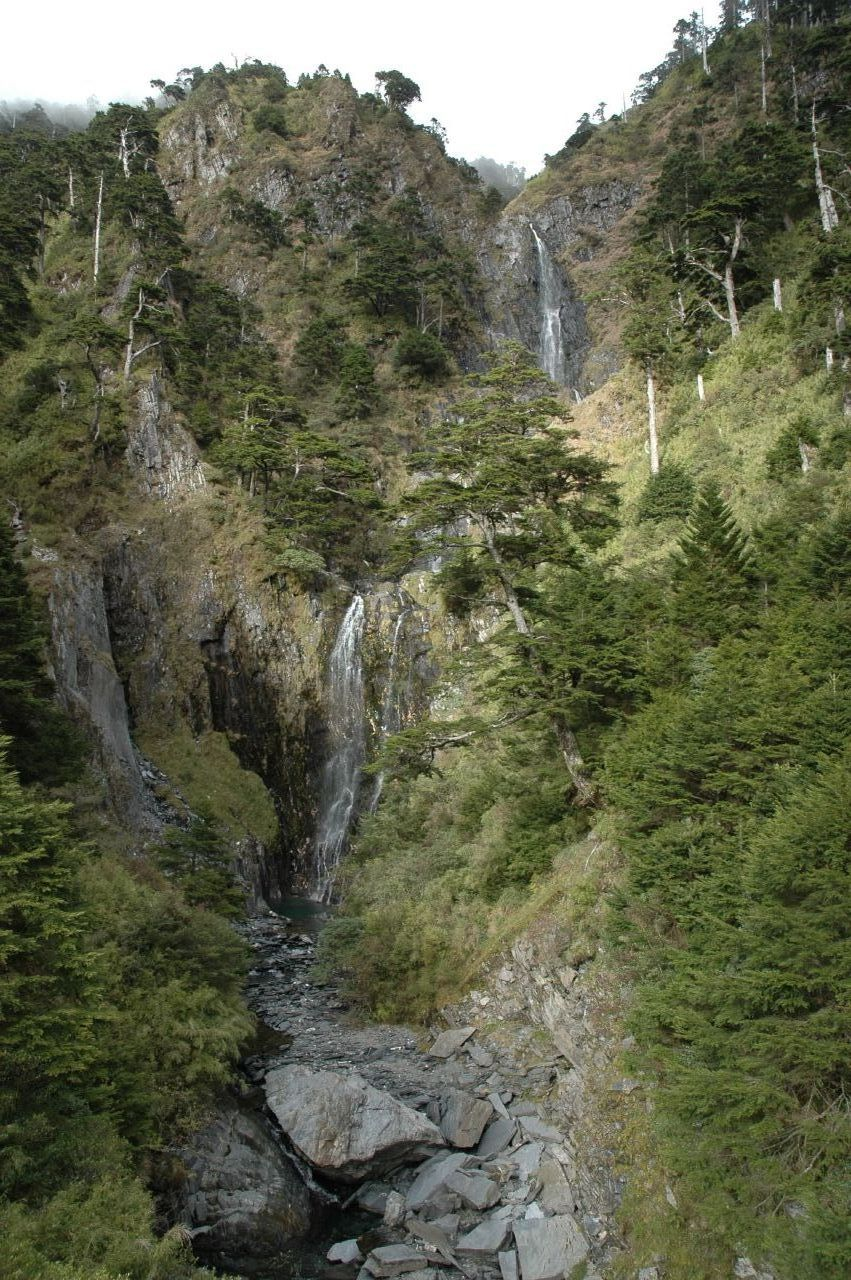
位於塔羅灣溪上游的能高瀑布

塔羅灣溪是台灣最長河川濁水溪主流上游霧社溪的支流，又稱巴卡散溪、霧卡山溪，發源於能高越舊道天池北側的奇萊南峰東坡與中央山脈主脊間所夾的上源谷地。長約15.58公里，流域面積74.83平方公里，河段大致在南投縣仁愛鄉境內，匯集中央山脈主脊由奇萊裡山到能高主山間西坡之水，下游流經著名的廬山溫泉，於廬山溫泉區附近廬山吊橋下游約90公尺處納入發源於能高主山西南坡的左股支流馬海僕溪（馬赫坡溪），最後於廬山溫泉與春陽溫泉之間、廬山吊橋下游約1.9公里處以左股匯入霧社溪。平均坡度是1／9，但在溫泉區河段降為1／60。

## 溪名
此溪在日治時1897年深堀大尉事件的〈生蕃探撿踏測圖〉中與霧大社附近的一段霧社溪主流一起被標示為「 (Motodo)溪」，:0403轉寫賽德克語 ，意為波浪溪。此溪又稱巴卡散溪，或轉譯霧卡山溪，得名自今布拉魯橋（又稱情人吊橋）南岸的巴卡散社（或譯霧卡山社），1907年《蕃地地形圖》標示為「 (Bugasan)溪」與「社」。今名塔羅灣溪得名自與霧社溪匯流口西側的塔羅灣社（現稱平生部落），原本是指塔羅灣社西邊的霧社溪左股小支流（現轉譯為太魯灣溪），1924年《陸地測量部五萬分一地形圖》將「 (Tarowan)溪」改標示在塔羅灣社東邊現今的溪段，此名的漢語轉譯延續至今。

## 災害
由於塔羅灣溪沿線地質狀況不佳，泥沙產量大，逐漸淤高河床，上游自921大地震後地質條件更加破碎，2008年辛樂克颱風來襲期間，48小時內降下1千毫米的雨量，致使上游發生大規模的土石崩塌，並形成堰塞湖，隨後潰堤，洪水挾帶著崩落的土石，長軀直入廬山溫泉區，不到30公尺寬、約5公尺深的河道，迅速地被土石填滿，淤積達到7、8公尺的土石，更隨著洪水沖刷堤岸兩旁的建築物，使得溫泉旅館淹水，甚至倒塌、沖毀，沿岸總計有三十多家的旅店被洪水與土石掩埋。